# Nikita Alekseïev
Pour les articles homonymes, voir Alekseïev.
Nikita Sergueïevitch Alekseïev - en russe : Никита Сергеевич Алексеев (Nikita Sergeevič Alekseev) , en anglais Nikita Alekseev - (né le 27 décembre 1981 à Mourmansk en URSS) est un joueur professionnel russe de hockey sur glace.

## Carrière en club
En 1998, il commence sa carrière avec les Otters d'Érié dans la Ligue de hockey de l'Ontario. En 2000, il est repêché par le Lightning de Tampa Bay en 1re ronde, 8e au total, au repêchage d'entrée dans la LNH. La saison suivante, il débute avec le Lightning dans la LNH. Il joue ensuite avec le club-école des Falcons de Springfield dans la ligue américaine. En 2006, il fait un bref passage avec les Blackhawks de Chicago. Il s'aligne en 2007-2008 avec le Ak Bars Kazan en Superliga puis poursuit dès la saison suivante avec la même équipe en KHL. Il remporte la Coupe Gagarine 2009 et 2010.

## Trophées et honneurs personnels
- 2000-2001 : nommé dans la troisième équipe d'étoiles de la Ligue de hockey de l'Ontario

## Statistiques
| Saison     | Équipe                 | Ligue      |     | Saison régulière | Saison régulière | Saison régulière | Saison régulière | Saison régulière |   | Séries éliminatoires | Séries éliminatoires | Séries éliminatoires | Séries éliminatoires | Séries éliminatoires |
| Saison     | Équipe                 | Ligue      | PJ  | B                | A                | Pts              | Pun              | PJ               | B | A                    | Pts                  | Pun                  |                      |                      |
| 1998-1999  | Otters d'Érié          | LHO        | 61  | 17               | 18               | 35               | 14               | 5                | 1 | 1                    | 2                    | 4                    |                      |                      |
| 1999-2000  | Otters d'Érié          | LHO        | 64  | 24               | 29               | 53               | 42               | 13               | 4 | 3                    | 7                    | 6                    |                      |                      |
| 2000-2001  | Otters d'Érié          | LHO        | 64  | 31               | 41               | 72               | 45               | 12               | 7 | 7                    | 14                   | 12                   |                      |                      |
| 2001-2002  | Lightning de Tampa Bay | LNH        | 44  | 4                | 4                | 8                | 8                | -                | - | -                    | -                    | -                    |                      |                      |
| 2001-2002  | Falcons de Springfield | LAH        | 35  | 5                | 9                | 14               | 16               | -                | - | -                    | -                    | -                    |                      |                      |
| 2002-2003  | Falcons de Springfield | LAH        | 36  | 7                | 5                | 12               | 8                | -                | - | -                    | -                    | -                    |                      |                      |
| 2002-2003  | Lightning de Tampa Bay | LNH        | 37  | 4                | 2                | 6                | 8                | 11               | 1 | 0                    | 1                    | 0                    |                      |                      |
| 2003-2004  | Bears de Hershey       | LAH        | 14  | 0                | 1                | 1                | 8                | -                | - | -                    | -                    | -                    |                      |                      |
| 2004-2005  | Falcons de Springfield | LAH        | 72  | 13               | 9                | 22               | 16               | -                | - | -                    | -                    | -                    |                      |                      |
| 2005-2006  | Avangard Omsk          | Superliga  | 40  | 6                | 4                | 10               | 10               | 5                | 0 | 0                    | 0                    | 2                    |                      |                      |
| 2006-2007  | Lightning de Tampa Bay | LNH        | 63  | 10               | 11               | 21               | 12               | -                | - | -                    | -                    | -                    |                      |                      |
| 2006-2007  | Blackhawks de Chicago  | LNH        | 15  | 2                | 0                | 2                | 0                | -                | - | -                    | -                    | -                    |                      |                      |
| 2007-2008  | Ak Bars Kazan          | Superliga  | 37  | 3                | 2                | 5                | 26               | -                | - | -                    | -                    | -                    |                      |                      |
| 2008-2009  | Ak Bars Kazan          | KHL        | 54  | 8                | 7                | 15               | 16               | 21               | 3 | 4                    | 7                    | 22                   |                      |                      |
| 2009-2010  | Ak Bars Kazan          | KHL        | 33  | 1                | 1                | 2                | 14               | 22               | 4 | 3                    | 7                    | 31                   |                      |                      |
| 2010-2011  | Ak Bars Kazan          | KHL        | 33  | 3                | 7                | 10               | 6                | 9                | 0 | 0                    | 0                    | 2                    |                      |                      |
| 2011-2012  | Ak Bars Kazan          | KHL        | 0   | 0                | 0                | 0                | 0                | -                | - | -                    | -                    | -                    |                      |                      |
| 2011-2012  | Severstal Tcherepovets | KHL        | 7   | 0                | 1                | 1                | 2                | 6                | 1 | 2                    | 3                    | 0                    |                      |                      |
| 2012-2013  | Severstal Tcherepovets | KHL        | 23  | 2                | 2                | 4                | 6                | 9                | 2 | 0                    | 2                    | 4                    |                      |                      |
| Totaux LNH | Totaux LNH             | Totaux LNH | 159 | 20               | 17               | 37               | 28               | 11               | 1 | 0                    | 1                    | 0                    |                      |                      |